# Мистецтво Ренесансу
В основі культури епохи Відродження (XIV—XVII ст.) лежить принцип гуманізму, утвердження гідності і краси реальної людини, її розуму та волі, її творчих сил. Гуманістична культура Відродження мала світський характер. Жагуча спрага пізнання реального світу і захоплення ним сприяли піднесенню науки і привели до відображення в мистецтві найрізноманітніших сторін дійсності та передали величний пафос багатьом творінням художників.
Важливу роль для становлення мистецтва Відродження мало нове розуміння античної спадщини. Вплив античності найсильніше позначився на формуванні культури Відродження в Італії, де збереглося безліч пам'ятників давньоримського та давньогрецького мистецтва.

## Передумови
Епоха Відродження — період в історії культури Західної Європи, який почався в Італії в кінці XIII століття, зайняв в більшості європейських країн XIV—XVI ст., а в Іспанії та Англії тривав до початку XVII століття. Термін «Відродження» першим почав вживати Джорджо Вазарі — італійський художник XVI століття, учень Мікеланджело і перший дослідник сучасного йому мистецтва, автор книги «Життєписи найзнаменитіших живописців, ваятелів і зодчих». Він хотів підкреслити цією назвою особливий інтерес свого часу до античності, відновлення її традицій. Серед вчених тривають дискусії про основні риси, сфери поширення, періодизацію культури Відродження. Серед інших обговорюється, зокрема, і питання про те, чи є Відродження суто європейським явищем (можна зустріти міркування про китайське, японське Відродження тощо).
За своїм характером епоха Відродження (або Ренесанс) є перехідною. З нею пов'язаний важливий перелом в культурному розвитку: кінець панування середньовічної культури і початок формування культури Нового часу. Совєцький мистецтвознавець Борис Віппер так визначив суть Відродження: «Епоха Відродження, одна з найбільш цікавих і повноцінних епох в історії людства, це синонім особистої свободи, досконалості у мистецтві, краси в житті, гармонії фізичних і духовних якостей людини… Ренесанс був не стійкою і спокійною, а бурхливою і суперечливою епохою. Ренесанс — це період становлення буржуазного суспільства, період, коли спадають окови середньовічного укладу, але обмежуючі умови капіталістичного суспільства ще не встигли оформитися».

## Італія— батьківщина Відродження
В Італії раніше, ніж в інших європейських країнах, почався процес розкладання феодальних і зародження нових, капіталістичних відносин. Для Італії характерний ранній і дуже швидкий розвиток міст. Тут зіграло свою роль вигідне географічне розташування, що зробило її головною торговою посередницею між Сходом і Європою (виникає безліч італійських торгових факторій, в тому числі і у Криму: Кафа — Феодосія, Солдайя — Судак, Балаклава). Концентрація капіталу дозволила перейти від торговельних операцій до кредитних. Італія — батьківщина банківської справи (слово «банк» походить від італійського «банко» — лава, — малася на увазі лава міняйл). Разом з тим починається корінний поворот у промисловості — з'являються мануфактури виробництва. Наприклад, у Флоренції на початку XIV століття сукнодільчі мануфактури виробляли продукцію, вартість якої в 3 рази перевищувала весь міський бюджет, на деяких підприємствах працювало до 100 чоловік.
Складалася нова соціальна структура суспільства, ламався середньовічний соціальний розподіл. Важливу роль відіграло звільнення селян від кріпацтва цехового ладу. Ремісники, які розорилися, і селяни поповнювали нову верству — найманих робітників.
Стара знать втратила свій політичний вплив. В багатьох італійських містах встановилося республіканське правління. У той же час і економічне, і політичне життя того часу характеризувалося великою нестабільністю: можна було швидко розбагатіти, але так само швидко і позбавитися всього (загибель торгових кораблів, неплатежі боржників, політичні перевороти і т.ін.). Це породжувало особливу психологію, коли гроші не накопичувалися, а витрачалися безоглядно.
Розкіш нових багатіїв обумовлювала попит на архітекторів, художників, поетів. Правителі потребували секретарів, майстерних дипломатів, юристів. Діловим людям був необхідний штат службовців. У містах росла потреба у лікарях, вчителях, нотаріусах. Таким чином з'являється інтелігенція, яка зіграла провідну роль у формуванні культури Відродження. Вона, з одного боку, безумовно, обслуговувала пануючий клас, виражала його інтереси. Але в той же час поповнювалася вихідцями з різних станів суспільства, була пов'язана з традиціями народної культури.

## Гуманізм як ідеологія Відродження
Нова епоха принесла новий світогляд. Ідейний зміст культури Відродження, що відобразився в наукових, літературних, художніх, філософських творах, склав гуманістичне світобачення. Гуманізм такої своєрідної культурної епохи, як Відродження, мав цілий ряд особливостей.
Важливу роль у формуванні ренесансного гуманізму відіграла антична традиція, схиляння перед досягненнями давніх греків і римлян. Гуманісти не просто дуже багато робили для збереження, вивчення стародавніх рукописів, пам'ятників мистецтва, вони вважали себе прямими спадкоємцями античної культури з її абсолютно іншим, ніж християнське, ставленням до життя.
Основною ознакою культури Відродження, на противагу церковно-феодальній культурі, є її світський характер. Люди Відродження піддавали критиці систему феодального світогляду, їм були чужі його ідеали і догми (ідея «гріховності» людини, її тіла, пристрастей і прагнень). Систему нових поглядів визначають як антропоцентризм («антропос» грецькою — людина). Людина, а не божество, стоїть в центрі світогляду гуманістів. Ідеал гуманістичної культури — всебічно розвинена людська особистість, здатна насолоджуватися природою, любов'ю, мистецтвом, досягненнями людської думки, спілкуванням з друзями. Один з італійських гуманістів того часу Піко делла Мірандолла услід за античним автором вигукував: «Велике чудо є людина!». У своєму трактаті «Про гідність людини» він писав: «Бог створив людину, щоб вона пізнавала закони Всесвіту, любила його красу, дивувалася його величчю… Людина може рости, удосконалюватися вільно. У ній знаходяться начала найрізноманітнішого життя».
Ще однією особливістю був індивідуалізм. Не походження людини, а її розум і талант, заповзятливість повинні забезпечити їй успіх, багатство, могутність. Індивідуалізм, який лежав у основі нового світогляду, був у прямій протилежності до феодального корпоративного світогляду, згідно з яким людина утверджувала своє існування тим, що була членом якої-небудь корпорації — общини в селі, цеху в місті і ін. Ідеалізованим вираженням раннього індивідуалізму було утвердження гуманістами цінності окремої людської особи і всього того, що з нею пов'язано. Це мало безперечно прогресивне значення.
Однак гуманісти схилялися насамперед перед «сильними» особистостями, їх ідеал мав на увазі лише вибраних і не поширювався на народну масу. Цей світогляд приховував у собі схильність до утвердження особистого успіху, самоутвердження за будь-яку ціну.
Гуманісти пішли далеко вперед від філософських і моральних переконань феодально-церковної культури. Новий світогляд об'єктивно містив заперечення релігії: в центр світобудови ставилася людина, а не Бог, знання, а не віра. Однак не можна спрощувати взаємовідносини гуманістів і церкви. Вони не були атеїстами, їх критика не торкалася основ релігії, відкидалися лише крайнощі (вимога аскетизму, інш.). Серед гуманістів було багато духовних осіб (Микола Кузанський був єпископом, священником став Франческо Петрарка), часто церковні сановники, в тому числі Папи римські, ставали меценатами. Багато творів мистецтва надихалося біблійними сюжетами. Нерідко художники, архітектори працювали на замовлення римського двору, збільшуючи вплив католицької церкви (Сикстинська капела, собор святого Петра). Внутрішнє розкріпачення, вільнодумство цілком поєднувалося у гуманістів з вірою в Бога, конфлікту з католицькою церквою дуже довго не виникало.

## Реформація і Контрреформація
Перехід від Середніх віків до Нового часу, розклад феодальних і розвиток капіталістичних відносин — надзвичайно складний і неоднозначний історичний період, який в різних країнах мав свої особливості. Якщо Італія в XIII столітті стала батьківщиною Відродження, то пізніше, на початку XVI століття, в Німеччині складається інший тип світогляду і, відповідно, всієї культури, що увійшов в історію як епоха Реформації.
У 1517 р. в місті Віттенберзі священник Мартін Лютер виступив з 95 тезами, безпосереднім мотивом для яких був протест проти торгівлі індульгенціями. В основі вчення Лютера лежали дві основні ідеї. По-перше, принцип «виправдання вірою» полягає в тому, що порятунок душі досягається не виконанням церковних обрядів, а щирою особистою вірою в Бога. Для того, щоб вірувати в Бога, людині не потрібен посередник в особі церкви. Звідси витікала друга думка: кожен повинен сам осягати християнське вчення через Біблію, а не через папські декрети і постанови церковних соборів. Нове ставлення до праці відбилося в невдоволенні великою кількістю церковних свят, коли заборонялося працювати. Лютер перекладає Біблію німецькою мовою (католицька церква забороняла переклади на національні мови, що робило читання Біблії доступним лише дуже вузькому колу людей, її зміст переказували і тлумачили священники). Характерно, що гуманізм залишався світоглядом дуже вузького кола найосвіченіших людей, ідеї ж Лютера стали ідеологічним знаменом селянської війни, яка почалася в Німеччині.
Схожі думки висловлювали й інші ідеологи (наприклад, Кальвін — в Швейцарії). Ідеї Реформації швидко підхопили широкі верстви населення в різних країнах (гугеноти у Франції, пуритани в Англії). На основі цього вчення стався новий великий розкол у християнстві — від католицької відділяються протестантські церкви. Протестантськими узагальнено називають церкви, генетично пов'язані з Реформацією, вони сповідують близькі погляди, але організаційно не об'єднані. Раніше за всіх виникли лютеранство і кальвінізм. В Англії королівська влада використала ідеї Реформації для звільнення з-під папського впливу, протестантська англіканська церква стала там державною. Пізніше виникнуть протестантські течії: баптисти, адвентисти, п'ятидесятники й інші. Для протестантизму характерні простота оформлення церковних будівель і богослужіння, використання світської музики, скасування поклоніння святим, іконам. Все це дістало відповідне відображення у мистецтві.
Співвідношення Реформації і Відродження — складне теоретичне питання. Ці епохи тісно переплітаються, однак не збігаються. Вони перетинаються у часі, але якщо Ренесанс на початку XVI століття досягає вершини, то Реформація тільки починається. Обидва явища підготовлені початком розвитку капіталістичних відносин, але сам цей процес в Італії і Німеччині проходив по-різному. Італія — батьківщина папства, але в Німеччині внаслідок роздробленості країни втручання Риму у внутрішні справи відчувалося особливо боляче. І Ренесанс, і Реформація виробляють новий світогляд, але інтелектуальна, естетична творчість охоплювала вузьке коло вибраних, а релігійна форма легко сприйнялася народом. Особисті взаємовідносини гуманістів і протестантів також вельми неоднозначні. У Німеччині Лютер і гуманісти ведуть діалог, симпатизують один одному, а у Швейцарії Кальвін, який прийшов до влади, переслідує будь-яке інакомислення (за його наказом був спалений найвідоміший вчений Мігель Сервет — релігійний теоретик і лікар, який відкрив мале коло кровообігу).
Гуманізм ніс звільнення від всевладдя релігії у «сфері духу», не торкаючись церковної організації. Реформація ж, зміцнюючи віру як таку, позбавляла церкву її політичної влади. І якщо з першим римський двір довго мирився, то проти другого негайно починається найжорстокіша, організована боротьба — Контрреформація. Почавшись, ця боротьба поширюється і на прихильників гуманістичних поглядів. Була розгорнена діяльність духовних орденів (1540 р. — заснування ордену єзуїтів Ігнатієм Лойолою), інквізиції — масове переслідування людей за обвинуваченням у чаклунстві («полювання на відьом»). З 1559 р. складалися індекси заборонених книг, куди потрапляло багато наукових і художніх творів. Протиріччя з католицькою церквою посилювалися також у зв'язку з успіхами природничих наук, які ставили під сумнів канонічні уявлення про світобудову.

## Розвиток науки та техніки
У тісному зв'язку з економічними потребами розвиваються в XIV—XVI ст. наука і техніка. Народжується наука в сучасному розумінні — наука як новий спосіб пізнання світу. Характерною рисою епохи стає відхід від середньовічної схоластики. Всіляко обґрунтовується необхідність вивчати природу не шляхом схоластичних міркувань, а за допомогою досвіду.
З розвитком торгівлі удосконалюється кораблебудування і морська справа. Використання компаса робить можливим тривалі плавання. Удосконалюються карти. Все це підготувало Добу великих географічних відкриттів: 1492 р. — відкриття Америки Колумбом, 1498 р. — відкриття морського шляху до Індії Васко да Гамою, 1519–1522 рр. — навколосвітня подорож Магеллана-Елькано. Ці та інші відкриття познайомили Європу з новими цивілізаціями, дали поштовх розвитку багатьох наук і в той же час змінили всю систему світової торгівлі, послужили передумовою виникнення колоніалізму.
Поява артилерії викликала зміни у військовій справі, вимагала складних математичних розрахунків, змінила систему містобудування.
Величезне значення мав винахід Йоганном Гутенбергом книгодрукування (близько 1445).
Поступово нерозчленованість, характерна для стародавніх часів, починає змінюватися виділенням окремих галузей знань.
Великі зміни відбуваються в медицині. Ще у XIII столітті в ході конфронтації з Папою римський імператор Священної Римської імперії Фрідріх II видав указ, який дозволяв препарувати людські трупи, що раніше суворо заборонялося церквою. У 1316 р. уперше в середньовічній Європі в Болоньї було прочитано курс лекцій з анатомії людини. Теофраст Парацельс піддав критичному перегляду ідеї стародавньої медицини і сприяв початку використання при лікуванні хімічних препаратів. Андреас Везалій у своєму трактаті «Про будову людського тіла» дав науковий опис всіх органів і систем, виправив багато помилкових уявлень. Знаменитий хірург Амбруаз Паре розробив методи лікування вогнепальних ран; запропонував мазьові пов'язки. Знаменитим є його афоризм: «Краще бути правим поодинці, ніж помилятися з усіма». Багато відомих діячів епохи Відродження мали вищу медичну освіту (Франсуа Рабле, Микола Коперник, Галілео Галілей). Мали її також і видатні українські діячі науки того часу, наприклад, Юрій Котермак (Дрогобич), що у 1481–1482 рр. був ректором Болонського університету, який називали матір'ю наук у Європі.
Переворот відбувається у наукових уявленнях про будову Всесвіту. Раніше панувала система Птолемея, згідно з якою центром Всесвіту є нерухома Земля, навколо якої обертаються Сонце й інші небесні тіла. Такий погляд підтримувала церква. А. Ейнштейн писав: 
| «Сьогодні нелегко зрозуміти, яка незалежність думки, рідкісна інтуїція і майстерне володіння астрономічними фактами були потрібні для доказу переваги геліоцентричних переконань». | Ці якості втілилися в науковій роботі Миколи Коперника. Він народився в Польщі, вчився в Італії, потім повернувся на батьківщину. Мав обширні математичні знання. У результаті тривалих астрономічних спостережень і складних розрахунків він склав дуже точні таблиці руху небесних тіл. Вони виявилися непоясненними з геоцентричних позицій. Таким чином, він довів, що Земля обертається навколо своєї осі й одночасно навколо Сонця. Земля виявилася, згідно з геліоцентричною системою, не центром Всесвіту, а рядовою планетою. Коперник виклав нові погляди в книзі, яку, побоюючись переслідування, дозволив опублікувати, лише коли йому виповнилося 70 років. Перші примірники книги побачили світ за декілька днів до його смерті.
Активним прихильником і пропагандистом нового погляду на Всесвіт став Джордано Бруно. Він приходить до висновку, що життя можливе не тільки на Землі, що Всесвіт нескінченний і складається з безлічі світів. Бруно жив у багатьох країнах Європи, виступав з лекціями в найбільших університетах. Був за доносом арештований інквізицією, вісім років провів у в'язниці, засуджений до смертної кари і спалений в Римі на площі Квітів. Про себе він писав: "Було у мені все-таки те, в чому не відмовлять мені майбутні віки, а саме: «страх смерті був чужий йому, — скажуть нащадки, — силу характеру він мав більшу, ніж будь-хто, і ставив вище за всі насолоди в житті боротьбу за істину».
Теоретичні висновки Коперника підтвердив практичними спостереженнями Галілео Галілей. У 1609 р. він сконструював телескоп, який давав збільшення в 32 рази. Його відкриття приголомшили сучасників місячний ландшафт, плями на Сонці, зміни освітленості Венери, супутники Юпітера. Вчення Коперника знаходилось під офіційною церковною забороною, було визнане єрессю. Попри це, Галілей пише «Діалог про дві найголовніші системи світу — Птолемеєву і Коперникову». За це він був відданий під суд інквізиції, і хоч йому вдалося уникнути страти, до самої смерті перебував під домашнім арештом і не мав можливості займатися астрономією.
Культура Відродження складалася в умовах гострої і складної політичної боротьби: виникнення вільних міських комун в Італії, зміна республіканських форм правління тираніями, інтервенція Франції, Іспанії і Німеччини, численні селянські повстання, релігійні війни, перша модерна революція в Нідерландах. Все це давало практичний матеріал для теоретичних узагальнень, для розвитку політичної думки. Перу дипломата, історика, філософа і поета Нікколо Макіавеллі належить трактат «Державець». Макіавеллі справедливо вважається засновником політичної науки Нового часу. Він закликав розглядати явища політики поза їх зв'язком з релігією та етикою. Саме він ввів у науковий обіг поняття «держава» як таке (до нього мова велася тільки про конкретні держави). Макіавеллі був переконаним республіканцем, за що зазнав арешту, тортур, але зберіг свою відданість флорентійській комуні. Він був гарячим патріотом Італії, прихильником національної єдності. У той же час, спираючись на практику сучасної йому політики, Макіавеллі вважав, що заради досягнення могутності і благополуччя держави придатні будь-які засоби — підкуп, лицемірство (формула «мета виправдовує засоби»). Звідси виникло поняття «макіавелізм» як позначення вседозволеності в політиці.
На противагу жорстокості реального суспільного життя, цілий ряд мислителів починає пошуки ідеального суспільного устрою. Виникає утопічний соціалізм. Назву новому вченню дала книга Томаса Мора «Утопія» («утопія» в перекладі з грецького — місце, якого немає). Головною причиною бід народу автор вважав приватну власність. Роздуми про ідеальну державу продовжив Томазо Компанелла. Свою книгу «Місто Сонця» він написав у в'язниці, куди був кинутий за організацію змови проти іспанського володарювання в Італії.
Вже з середини, а особливо з кінця XVI століття настає криза ренесансного гуманізму як світогляду певної епохи. Але загальнолюдською цінністю на всі часи залишається гуманізм як система переконань, яка просякнута любов'ю до людини, повагою до її гідності.

## Італійське мистецтво
Символом епохи Відродження, її найвищим злетом, безумовно, є мистецтво. Ніколи в історії, навіть в Стародавній Греції мистецтво не мало такого всеосяжного значення. Насамперед у мистецтві знаходив втілення новий гуманістичний світогляд.
З інших особливостей мистецтва Ренесансу можна зазначити його світський (нецерковний) характер і активне використання наукових досягнень. Саме образотворче мистецтво послужило могутнім стимулом вивчення анатомії людського тіла. Пошук шляхів передачі глибини простору в живописі привів до відкриття законів лінійної перспективи. Основоположником нарисної геометрії є великий художник А. Дюрер. Таких прикладів можна навести безліч.
В італійському мистецтві епохи Відродження прийнято виділяти такі періоди:
- XIV ст. — Передвідродження (або Проторенесанс),
- XV ст. — раннє Відродження,
- кінець XV—XVI ст. — високий Ренесанс,
- кінець XVI — початок XVII ст. — пізнє Відродження.

### Проторенесанс
Зачинателем італійського Відродження в живописі звичайно вважають Джотто (1266—1337). У своїх творах, написаних на релігійні сюжети, він починає відходити від середньовічного площинного, двомірного зображення. Застосовує світлотінь для надання фігурам об'ємності. Розташовуючи їх в декількох планах, Джотто намагався досягнути глибини зображення. Його сучасник Петрарка писав, що відчував перед витворами Джотто «захоплення, яке доходило до заціпеніння». Найбільш чудовими є фрески в капелі дель Арена в Падуї (ця капела — невелика церковна споруда для молитов однієї сім'ї або зберігання реліквій — побудована на арені античного амфітеатру, звідки і назва). На Джотто було покладено керівництво будівництвом головного флорентійського собору Санта Марія дель Фйоре. За його проєктом була побудована знаменита дзвіниця, розцвічена смужками білого, зеленувато-чорного і рожевого мармуру.

### Раннє Відродження
Флоренція була найбільшим культурним центром Італії того часу, у XV столітті тут розгорнулися бурхливі події. Скидається республіканський лад, встановлюється тиранія родини Медічі. Правління одного з них — Лоренцо Медічі, прозваного Пишним, відмічене неймовірним зовнішнім блиском, розквітом мистецтв, а паралельно з цим — зростанням народного невдоволення. Народний гнів вилився у велике повстання, очолене ченцем Савонаролою, який полум'яно проповідував простоту і помірність.
Раннє Відродження пов'язане з цілою плеядою майстрів, серед яких визначальною для становлення нового мистецтва стала творчість архітектора Філліппо Брунеллескі, скульптора Донателло, художника Мазаччо.
Першим майстром, який усвідомив необхідність реформ і ясно сформулював ідеї нового художнього мислення, був скульптор, і насамперед архітектор Філіппо Брунеллескі (1377—1446). Найбільшу славу принесло Брунеллескі будівництво купола собору Санта Марія дель Фйоре у Флоренції. Вже згадувалося про те, що будівництво собору почалося за півстоліття до Брунеллескі, ще Джотто спорудив дзвіницю, було закладено підмурівок основної будівлі, зведено стіни. Наслідуючи готичну традицію, собору надали восьмикутну форму. Брунеллескі змінює задум, ставить і вирішує технічно найскладніше завдання — перекриває отвір діаметром в 42 метри куполом. Це була перша після середньовіччя купольна будова в Європі. Брунеллескі створив новий архітектурний стиль, який характеризується стрункою гармонією і пропорційністю частин, впорядкованістю будови. Для розвитку живопису поворотне значення мало відкриття Брунеллескі законів лінійної перспективи.
Силою, пристрасністю і реалізмом просякнуті роботи скульптора Донателло (1386—1488). У своїй сфері мистецтва він виступив істинним новатором. Він відродив типи скульптурних зображень, які не створювалися з часів античності: круглу статую, зображення оголеної фігури, кінний пам'ятник, скульптурний портрет. Донателло звертається до популярного в епоху Відродження біблійного сюжету про Давида, простого пастуха, який переміг велетня Голіафа і став народним героєм. Він зображає оголеного Давида, який топче голову переможеного Голіафа. Зв'язок з античною традицією простежується й у кінному пам'ятнику кондотьєру Гаттамелаті (в перекладі — «Строката кішка» — прізвисько знаменитого й удачливого ватажка найманих військ) в Падуї. Кондотьєр зображений в одязі давньоримського імператора.
У живописі роль новатора належить Мазаччо, який прожив дуже коротке життя — всього 27 років. Він продовжив традиції Джотто і завершив його реформи. Його головним твором стали розписи капели Бранкаччі в церкві Санта Марія дель Карміна у Флоренції. Фрески зображують епізоди з життя святого Петра і два біблійних сюжети — «Гріхопадіння» і «Вигнання з раю». У цих розписах дуже багато було зроблено в живопису вперше: анатомічно правильно зображено оголені тіла, за допомогою світлотіні передано їх величину, фігури представлено в природному русі, за допомогою лінійної перспективи створено глибокий простір. Уперше ж Мазаччо персонажам картин надав портретних рис своїх сучасників, зокрема замовника — Філіппо Бранкаччі.
Великою своєрідністю відзначається творчість Сандро Боттічеллі (1445—1510). Він часто звертався до античної міфології, яка нещодавно була під церковною забороною. Його твори («Весна», «Народження Венери») пронизані тонкою поетичністю, вишуканістю художнього стиля. Він вважається неперевершеним майстром лінії як засобу виразності.

### Високий Ренесанс
Початок XVI століття був для Італії часом економічного занепаду, політичної кризи і початку іноземної інтервенції. Однак саме в цей період, всупереч роздробленості, яка зберігалася, і міжусобним війнам, міцніє розуміння загальнонаціональної єдності, настає небачений розквіт мистецтва. Цей період отримав назву високе Відродження (або високий Ренесанс), який вміщує творчість найталановитіших майстрів: Леонардо да Вінчі, Рафаеля, Мікеланджело. Вже сучасники називали їх божественними. Складається самобутня венеціанська школа живопису (Джованні Белліні, Джорджоне, Тіціан, Лоренцо Лотто).
Засновником нового етапу розвитку мистецтва став Леонардо да Вінчі (1452—1519), найнезвичайніша постать в історії світової культури. Він втілив в собі ідеал людини Відродження: вмів все і у всьому був геніальним. У сфері мистецтва Леонардо був живописцем, скульптором, художником, музикантом, залишив безліч записів про мистецтво, які після його смерті були видані під назвою «Книга про мистецтво». Він займався анатомією, фізіологією, зоологією, ботанікою, географією, геологією, механікою, гідравлікою, математикою — цей список можна продовжувати. Багато з його ідей на сторіччя випередили свій час (ось тільки деякі з них: ідея літального апарата важчого за повітря і парашута, конструкція баштового підйомного крана, ґвинтового домкрата, роликового підшипника і ін.). Однак із скульптурних творів Леонардо не збереглося жодного, його сміливі архітектурні проєкти не були здійснені, художніх полотен до нас дійшло небагато. Пояснення криється в тому, що до всього Леонардо підходив як дослідник, сам процес вивчення, пізнання цікавив його більше кінцевого результату.
Вже в молодості Леонардо да Вінчі прийшов до думки про нерозривний зв'язок науки і мистецтва. Анатомічні дослідження художників, які раніше стосувалися правильного зовнішнього зображення людського тіла, він розповсюдив на весь організм.
Вище за інші мистецтва Леонардо ставив живопис. Своїм зображенням людських фігур він додав небачену раніше рельєфність, використовуючи вивчені ним закони оптики. Художники XVI століття оволоділи перспективою, Леонардо да Вінчі оволодів простором. Він першим осягнув мистецтво зображення своїх персонажів не на тлі, а всередині простору. Цьому відчуттю сприяла м'яка, з напівтонами, світлотінь.
Наукова продуманість, ретельний розрахунок відразу звертають на себе увагу у фресці «Тайна вечеря», виконаній на стіні трапезної домініканського монастиря поблизу Мілана. До теми, яка трактувалася багаторазово, Леонардо підійшов по-новому, зумівши передати психологічний конфлікт, відкритий вияв сильних почуттів.
Найзнаменитіша картина Леонардо да Вінчі і, напевно, всього світового живопису — портрет Мони Лізи, дружини багатого флорентійця Франческо дель Джокондо. «Джоконда» — принципово новий портрет, так раніше ніхто не писав. При зовнішній нерухомості моделі художник передав «життя душі», заклавши таким чином основи психологічного портрета.
У мистецтві високого Відродження центральне місце остаточно зайняла людина. Образ прекрасної, гармонійно розвиненої, сильної тілом і духом людини стає головним змістом мистецтва.

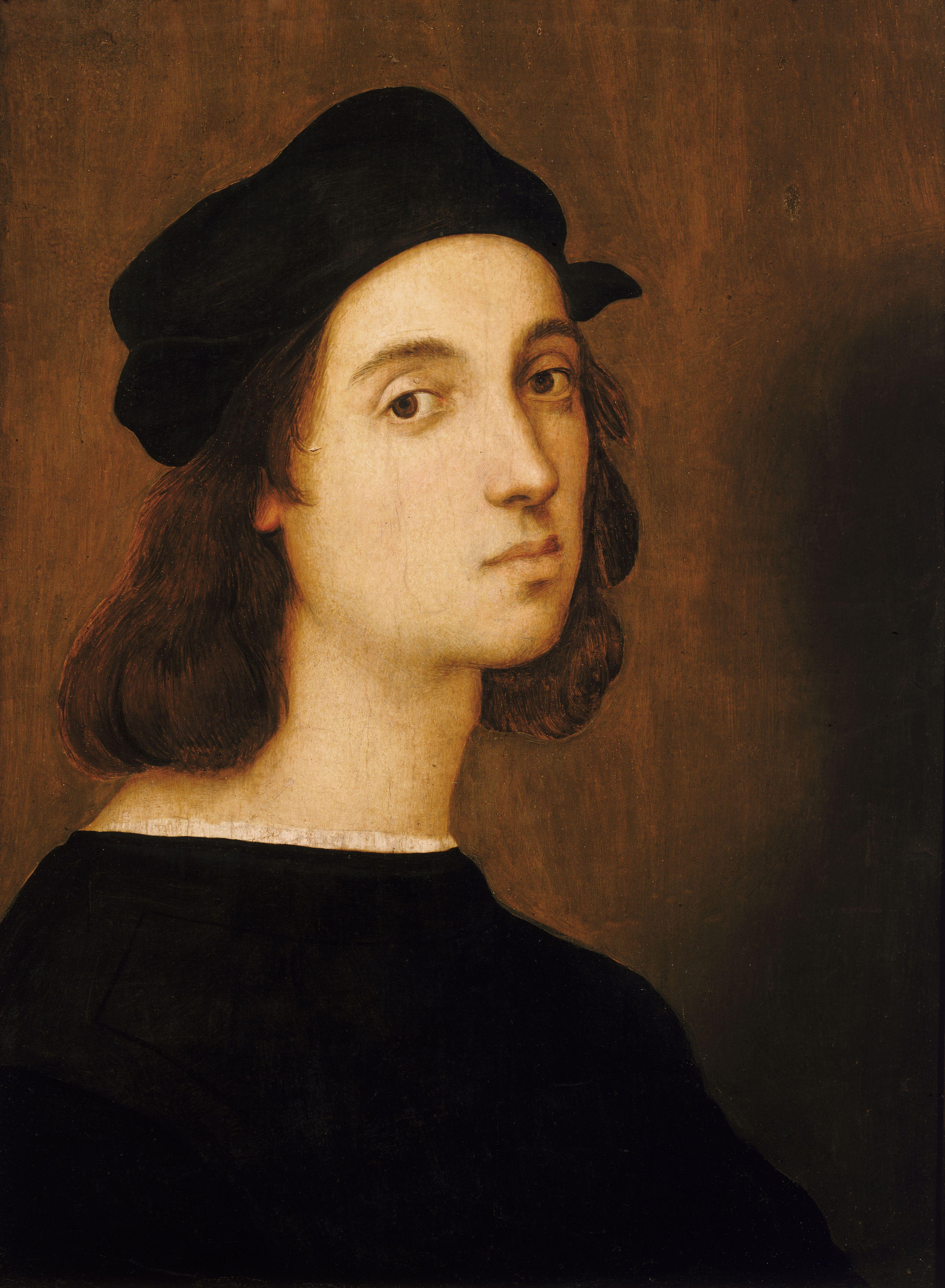
Рафаель Санті, автопортрет

Санті (1483—1520), родом з Урбіно, провів у молодості декілька років у Флоренції, багато чим зобов'язаний її мистецтву. Міркуючи про своєрідність творчості Рафаеля, відомий мистецтвознавець Б. Р. Віппер пише: «Леонардо перевершує його силою інтелекту, Мікеланджело — могутніший, Джорджоне — мелодійніший, Тіціан — барвистіший, прекрасніший. Але річ у тому, що у нього є і велика сила інтелекту, і могутня фантазія, і витонченість». Геній Рафаеля з'єднав, синтезував творчі досягнення попередників. Вважається, що всіх своїх великих сучасників Рафаель перевершив у майстерності композиції.
У творчості Рафаеля знайшов багатогранне втілення образ Мадонни. На цю тему ним написана безліч картин, найбільш прославлена з яких — «Сікстинська Мадонна». Картина була вівтарним образом у церкві святого Сикста у невеликому місті П'яченце. Згодом монастир змусили продати картину правителеві Саксонії. У кінці Другої світової війни разом з іншими картинами Дрезденської галереї вона була знайдена радянськими солдатами в покинутій каменоломні і врятована.
Рим не мав власної художньої школи, проте він стає на початку XVI століття найважливішим центром мистецтва Італії, чому сприяла політика папського двора. Велика частина творчого життя Рафаеля пройшла в Римі. Найзначнішою його роботою був розпис чотирьох станц (станці — великі кімнати, зали) папського палацу у Ватікані. Найзнаменитіші фрески Станци делла Сеньятура (зал засідань папського церковного суду). Сюжети чотирьох фресок на її стінах — алегорії різних сфер духовної діяльності людини. Пронизана духом Ренесансу фреска «Афінська школа» (апофеоз філософії). Рафаель розташовує композицію так, неначе античний портик продовжує простір кімнати. У центр він вміщує фігури Платона та Аристотеля — мислителів, які втілювали два шляхи пізнання світу — ідеалістичний і матеріалістичний. Їх оточують інші античні філософи.
Рафаель прожив усього 37 років, але здійснив дуже багато, довів до кінця великі починання, смерть перервала останню його роботу — керівництво будівництвом храму Св. Петра в Римі.
Мікеланджело Буонарроті (1475—1564) прожив довге і трагічне життя, повне великих звершень. Те, що він створив, — грандіозне і за масштабом витворів, і за силою образів. Відданий гуманістичним ідеалам, він прославляв силу і свободу людини. Мікеланджело став свідком краху цих ідеалів, знищення республіки, розгрому Риму. Головною темою його творчості стає пафос боротьби. Вчився він в рідному місті — Флоренції, але в його творчості не відчувається впливу вчителів. Мікеланджело вважав себе насамперед скульптором. Його прославила мармурова статуя «Давид». Вазарі писав, що вона «забрала славу у всіх статуй: сучасних і античних, грецьких і римських». Спеціальна комісія найвизначніших художників вирішила встановити цю статую перед палацом Сеньйорії у Флоренції, що закріпило за нею громадянське значення, зробило символом боротьби за республіку і незалежність.
У Римі Мікеланджело на замовлення Папи виконує розписи Сикстинської капели. На це пішло 4 роки роботи (площа фресок — 600 квадратних метрів). Художник використовує біблійні сюжети — створення світу, великий потоп, але творить не смиренні християнські образи, а могутні, титанічні фігури. Це — гімн людині, її красі, силі, творчому началу. Враження від живопису Мікеланджело сучасники визначали терміном, який українською звучить як «грізна велич».
Під час повстання у Флоренції в 1527 р. (вигнання Медічі) і облоги міста Мікеланджело був на боці республіки, відав будівництвом оборонних споруд. Після поразки він був вимушений переховуватися. Як умова прощення йому була висунута вимога закінчити споруду капели Медічі. Зрозумілий трагізм створених ним в цей час скульптур (алегорії Ранку і Вечора, Дня і Ночі).
Через три десятиріччя Мікеланджело повертається в Сикстинську капелу і розписує вівтарну стіну — фреска «Страшний суд». Він малює образ вселюдської катастрофи, що було співзвучно трагічному краху гуманістичних ідеалів, який відбувався на його очах. Цей твір викликав могутню громадську підтримку і різке засудження церкви, аж до наміру Папи знищити розпис, який все-таки побоялися здійснити і замінили наказом «одягнути» оголені фігури (декілька художників домалювали драпіровки, які вже в наш час, в ході реставрації, прибрані). З архітектурних проєктів Мікеланджело найбільш грандіозний — купол собору Св. Петра в Римі.
Довше за інші райони Італії незалежність зберігала Венеція, де склалася яскрава і самобутня художня школа. Зеніт венеціанського Ренесансу — творчість Тіціана (1477—1576), який залишив величезну спадщину. Він написав безліч портретів. «Не було такої іменитої людини, володаря або знатної дами, які не були б зображені Тіціаном», — писав Вазарі. Це був новий крок у портретному мистецтві. Тіціан створює образи складні, суперечливі, особливо в пізніх роботах. Багато художників вчилися у Тіціана майстерності зображення світла, розлитого по всій картині. Його ідеал життєрадісний, життєствердний. Головна особливість живопису Тіціана — багатство колориту («Венера», «Любов земна і Любов небесна», «Магдалина, яка кається»). Одна з останніх картин Тіціана — «Святий Себастьян» за трагізмом співзвучна останнім роботам Мікеланджело.
До кінця XVI ст. саме в живописі найвиразніше виявлялася криза епохи Відродження. Напрям в мистецтві того часу називають ман'єризм: художники копіювали технічні прийоми високого Ренесансу, повторювали образи, використовували живописні відкриття, але колишнього пафосу, сили думки, гуманістичної глибини вже не було. Все більшу роль починає відігравати зовнішня нарядність, декоративність.
Італійське мистецтво справило глибокий вплив на Німеччину (А. Дюрер), Північну Європу (П. Брейгель-старший, І.Босх), Іспанію (Ель-Греко).

## Національні література і театр
Новою за формою і за змістом стає в цей час і література, завдяки своїм можливостям вона найповніше виразила свою епоху. Саме в епоху Відродження з'являються національні літератури (іншими словами — літературні твори національними мовами).

### Італійська література

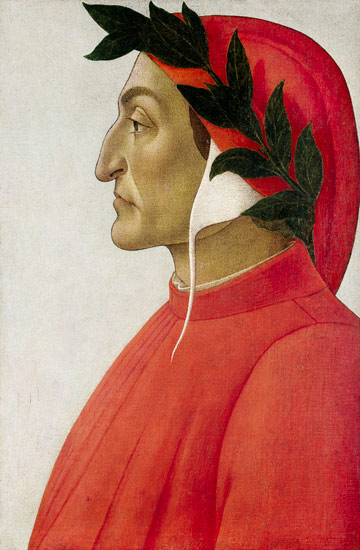
Данте Аліґ'єрі, портрет Сандро Боттічеллі

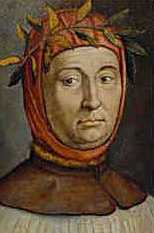
Франческо Петрарка

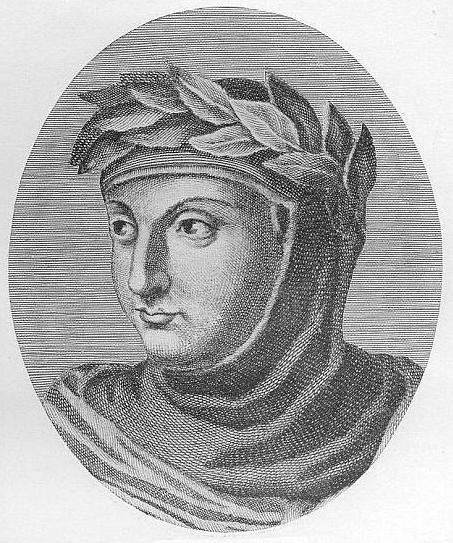
Джованні Бокаччо

В італійській літературі на грані між старим, церковно-феодальним і новим, гуманістичним світоглядом — кінець XIII-початок XIV ст. — знаходиться творчість Данте Аліг'єрі (1265—1321). Данте був не тільки письменником, але і політичним діячем, прихильником демократичних сил. Коли його партія зазнала поразки, він став вигнанцем до кінця життя. Тоді він і пише свою «Комедію», яку пізніше Бокаччо назвав «Божественною комедією», ця назва й увійшла в історію літератури. Німецький письменник ХХ ст. Стефан Цвейг дав їй таку оцінку: 
| «Подібно крутому вододілу вона раз і назавжди розмежувала два великих потоки — середні віки і Новий час, але, як всяка гірська вершина, вона одночасно зв'язує дві культури, які на перший погляд розмежовує». |
Книга написана народним тосканським наріччям, яке і лягло в основу італійської літературної мови (Тоскана — область Італії, столиця якої — Флоренція). «Божественна комедія» багато в чому ще пов'язана з світоглядом католицизму, відображає середньовічну картину світу (сюжет складає фантастична подорож автора в пекло, чистилище і рай). В поемі широко використана характерна для середніх віків символіка чисел: вона складається з 100 пісень, перша з яких — вступна, а інші розділені по 33 пісні на 3 частини — «Пекло», «Чистилище» і «Рай». Проте поводирі Данте вже зовсім з іншого образного ряду. У пекло і чистилище його супроводить Вергілій — римський поет і мислитель, а в рай — Беатріче, — прекрасна кохана Данте, яка дуже рано померла. Ще раніше він вже оспівав своє почуття до Беатріче в книзі «Нове життя».
Першими в повному розумінні гуманістами в італійській культурі були Франческо Петрарка і Джованні Бокаччо, які разом з Данте є творцями італійської літературної мови.
Життя і творчість Петрарки (1304—1374) найбільш яскраво показують, яке значення мала античність для італійських гуманістів. Петрарка буквально схилявся перед античним світом, був блискучим знавцем мов, заснував науку, яка отримала пізніше назву класичної філології. Все життя займався пошуком і вивченням стародавніх рукописів, писав історичний твір, наслідуючи античних авторів. Однак славу у віках йому принесли не ці парадні твори, а лірична поезія, яку сам він серйозно не сприймав. Двадцять років він оспівував свою кохану Лауру за життя і десять років після її смерті, хоч навіть не був близько з нею знайомий. «Книга пісень» відкрила нові шляхи європейської ліричної поезії.
Обдаровання зовсім іншого плану мав Бокаччо (1313—1375). Завдяки йому одним з провідних жанрів ренесансної літератури стає авантюрна новела. Його «Декамерон» (збірник з ста новел, звідки і назва книги) в захопливій, дотепній формі розгортає перед нами картину побуту і традицій італійського суспільства. Багато новел викривають лицемірство, пожадливість ченців. Коли католицька церква ввела в практику Індекси заборонених книг, «Декамерон» відразу туди потрапив. Перу Бокаччо належить перший в європейській літературі психологічний роман «Фьяметта».

### Театр

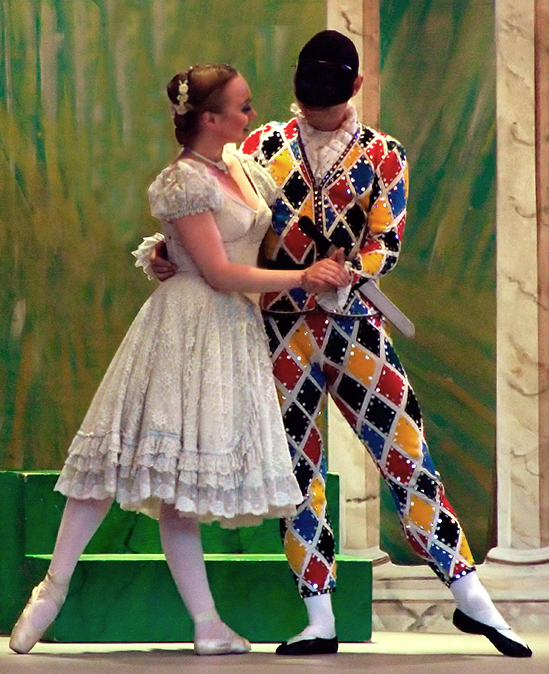
Арлекін та Коломбіна